# Constitution Avenue

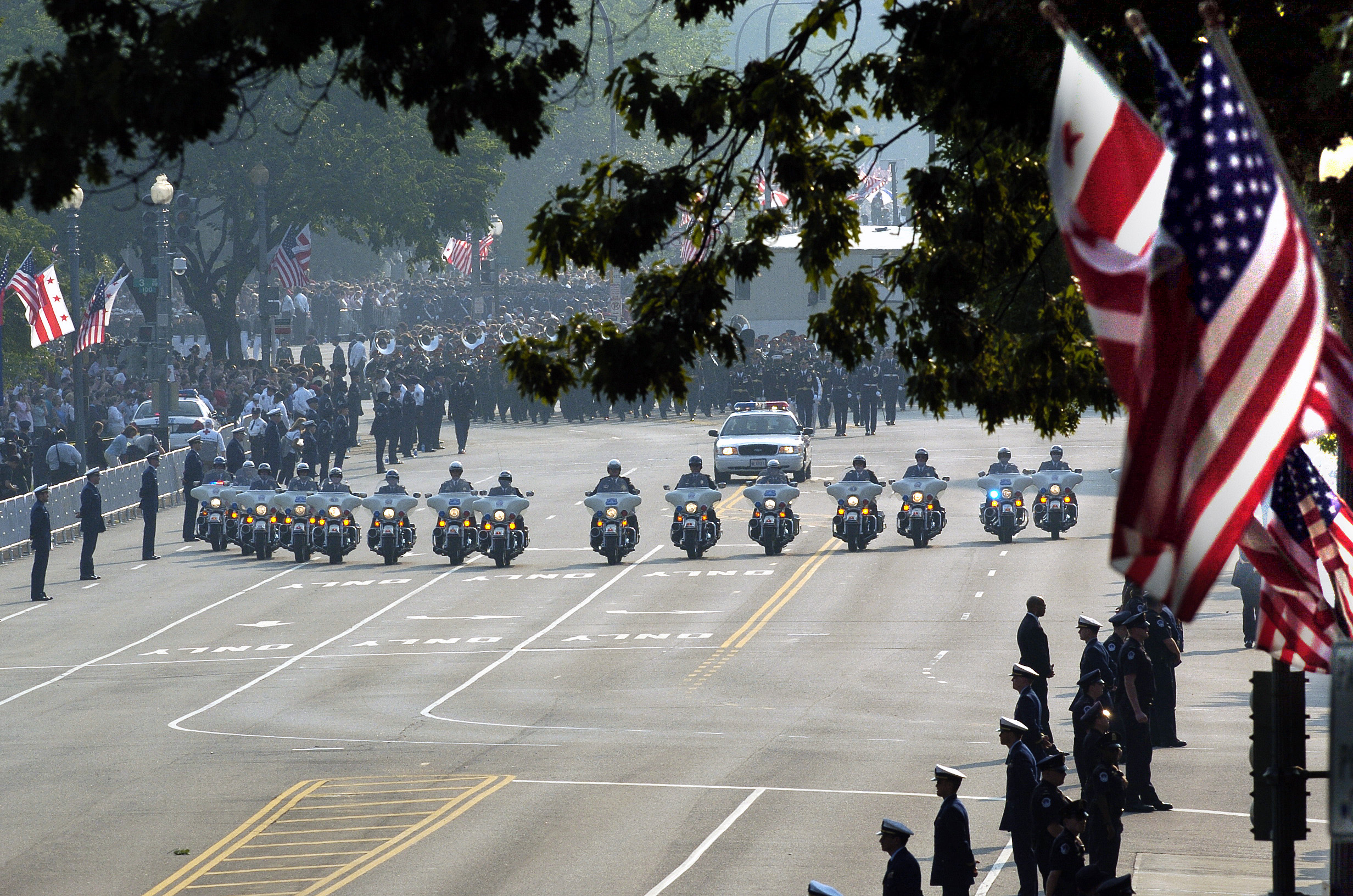
Constitution Avenue wordt vaak gebruikt voor officiële gelegenheden zoals hier tijdens de staatsbegrafenis van oud-president Ronald Reagan

Constitution Avenue is een van de belangrijkste straten in Washington D.C., de hoofdstad van de Verenigde Staten.
De straat loopt ten noorden van de National Mall tussen Theodore Roosevelt Bridge in het westen van de stad tot aan het Robert F. Kennedy Memorial Stadium in het oosten. Door de centrale ligging door het historische centrum van de stad liggen vele musea (van bijvoorbeeld het Smithsonian Institution) en overheidsgebouwen langs Constitution Avenue.
Constitution Avenue wordt voor officiële gelegenheden en parades vaak als route gebruikt.